# ماسائه سوزوکی
ماسائه سوزوکی (ژاپنی: 鈴木 政江؛ زادهٔ ۲۱ ژانویهٔ ۱۹۵۷) بازیکن فوتبال اهل ژاپن و عضو تیم ملی فوتبال ژاپن است که در تاریخ ۲۴ اکتبر ۱۹۸۴ میلادی اولین بازی ملی‌اش را انجام داد. او در ۴۵ بازی ملی حضور داشت و آخرین بازی ملی خود را در تاریخ ۲۱ نوامبر ۱۹۹۱ میلادی انجام داد. ماسائه سوزوکی در بازی‌های ملی‌اش
گلی به ثمر نرساند.